# Dị tính luyến ái

Cờ của cộng đồng người Dị tính luyến ái

Dị tính luyến ái là chỉ sự hấp dẫn về tình cảm hoặc/và tình dục với người khác giới. Dị tính luyến ái thường được biết đến là trai thẳng/gái thẳng/straight. Dị tính luyến ái, đồng tính luyến ái, song tính luyến ái, toàn tính luyến ái và vô tính luyến ái là năm xu hướng tính dục chính. Đa phần mọi người trên thế giới thường là dị tính luyến ái, chỉ một tỉ lệ nhỏ thuộc các thiên hướng tình dục khác. Trong tiếng Anh, từ straight để chỉ người dị tính, gay chỉ người đồng tính nam (hoặc người đồng tính nói chung) và lesbian chỉ người đồng tính nữ.

Một biểu tượng của dị tính luyến ái

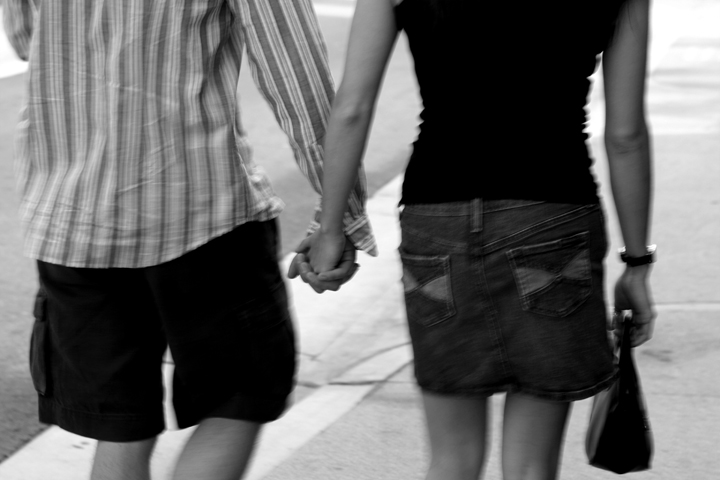
Một cặp nam nữ đang nắm tay nhau

Thụ tinh trong quan hệ tình dục dị tính luyến ái là cách sinh sản duy nhất của loài người mà không cần sự trợ giúp của kỹ thuật sinh sản nào. Sự luyến ái và tình yêu lãng mạn giữa nam và nữ có từ việc phân biệt vai trò nam nữ từ rất xa xưa. Vai trò giới cũng là chủ đề bàn luận và nghiên cứu trong xã hội loài người trong những tài liệu cổ xưa nhất. Dị tính luyến ái được nghiên cứu nhiều trong ngành dược, sinh học và gần đây nhất là tâm lý học.